# Open Sud de France 2015
Open Sud de France 2015 byl tenisový turnaj pořádaný jako součást mužského okruhu ATP World Tour, který se hrál v montpellierské aréně na krytých dvorcích s tvrdým povrchem. Konal se mezi 2. a 8. únorem 2015 ve francouzském městě Montpellier jako 28. ročník turnaje.
Turnaj s rozpočtem 494 310 eur patřil do kategorie ATP World Tour 250. Nejvýše nasazeným ve dvouhře byl devatenáctý hráč světa a obhájce titulu Gaël Monfils z Francie, který v semifinále nestačil na krajana a pozdějšího vítěze Richard Gasqueta. Oba tenisté si tak oproti minulému ročníku vyměnili role. Deblovou soutěž vyhrála dvojice Marcus Daniell a Artem Sitak.
Kontroverzi na turnaji vyvolalo odstoupení Tunisana Maleka Džazírího, který se stal terčem podezření z účelového skrečování, aby se nemusel v dalším kole utkat s izraelským hráčem.  V úvodní fázi dvouhry vyhrál první set proti Uzbekovi Denisu Istominovi. Následně zápas skrečoval pro zranění lokte. Ve druhém kole na něj čekal izraelský hráč Dudi Sela. Po výhře s Marcem Lópezem v úvodním kole deblové soutěže měl pár nastoupit proti česko-izraelské dvojici František Čermák a Jonatan Erlich.
Již o dva roky dříve byl Džazírí zapleten do podobného případu a nakonec očištěn. Skončené vyšetřování z 10. února 2015 ze strany organizace ATP daný úmysl hráče neprokázalo. V prohlášení ATP sdělila: „Důvodem je skutečně bolavý loket. Vysvětlení hráče i lékaře nás uspokojilo“.

## Rozdělení bodů a finančních odměn

### Rozdělení bodů
| Soutěž       | vítězové | finalisté | semifinalisté | čtvrtfinalisté | 16 v kole | 32 v kole | Q  | Q3 | Q2 | Q1 |
| ------------ | -------- | --------- | ------------- | -------------- | --------- | --------- | -- | -- | -- | -- |
| dvouhra mužů | 250      | 150       | 90            | 45             | 20        | 0         | 12 | 6  | 0  | 0  |
| čtyřhra mužů | 250      | 150       | 90            | 45             | 0         |           |    |    |    |    |

### Finanční odměny
| Soutěž                              | vítězové | finalisté | semifinalisté | čtvrtfinalisté | 16 v kole | 32 v kole | Q3   | Q2   | Q1 |
| ----------------------------------- | -------- | --------- | ------------- | -------------- | --------- | --------- | ---- | ---- | -- |
| dvouhra                             | €80 000  | €42 100   | €22 800       | €12 990        | €7 655    | €4 535    | €730 | €350 | —  |
| čtyřhra                             | €24 280  | €12 760   | €6 920        | €3 960         | €2 320    | —         | —    | —    | —  |
| částka ve čtyřhře je uvedena na pár |          |           |               |                |           |           |      |      |    |

## Mužská dvouhra

### Nasazení
| Stát                          | Hráč                  | ATP | Nasazení |
| ----------------------------- | --------------------- | --- | -------- |
| Francie                       | Gaël Monfils          | 19. | 1.       |
| Francie                       | Gilles Simon          | 20. | 2.       |
| Německo                       | Philipp Kohlschreiber | 24. | 3.       |
| Francie                       | Richard Gasquet       | 28. | 4.       |
| Polsko                        | Jerzy Janowicz        | 44. | 5.       |
| Uzbekistán                    | Denis Istomin         | 50. | 6.       |
| Portugalsko                   | João Sousa            | 55. | 7.       |
| Německo                       | Jan-Lennard Struff    | 57. | 8.       |
| Žebříček ATP k 19. lednu 2015 |                       |     |          |

### Jiné formy účasti
Následující hráči obdrželi divokou kartu do hlavní soutěže:
- Laurent Lokoli
- Vincent Millot
- Lucas Pouille

Následující hráči postoupili z kvalifikace:
- Nikoloz Basilašvili
- Taró Daniel
- Steve Darcis
- Jürgen Zopp

### Odhlášení
před zahájením turnaje
- Julien Benneteau → nahradil jej Benoît Paire
- Andrej Golubjev → nahradil jej Andreas Beck
- Andrej Kuzněcov → nahradil jej Alexandr Kudrjavcev

### Skrečování
- Jerzy Janowicz (nemoc)
- Malek Džazírí (poranění pravého ramena)

## Mužská čtyřhra

### Nasazení
| Stát                                                                                    | Hráč           | Stát               | Hráč            | ATP  | Nasazení |
| --------------------------------------------------------------------------------------- | -------------- | ------------------ | --------------- | ---- | -------- |
| Spojené království                                                                      | Dominic Inglot | Rumunsko           | Florin Mergea   | 69.  | 1.       |
| Rakousko                                                                                | Philipp Oswald | Pákistán           | Ajsám Kúreší    | 86.  | 2.       |
| Chorvatsko                                                                              | Mate Pavić     | Brazílie           | André Sá        | 131. | 3.       |
| Spojené království                                                                      | Colin Fleming  | Spojené království | Jonathan Marray | 132. | 4.       |
| Žebříček ATP k 19. lednu 2015; číslo je součtem žebříčkového postavení obou členů páru. |                |                    |                 |      |          |

### Jiné formy účasti
Následující páry obdržely divokou kartu do hlavní soutěže:
- Dorian Descloix /  Gaël Monfils
- Laurent Lokoli /  Alexander Zverev

### Odhlášení
v průběhu turnaje
- Malek Džazírí (poranění pravého ramena)

## Přehled finále

### Mužská dvouhra
- Richard Gasquet vs.  Jerzy Janowicz, 3–0skreč

### Mužská čtyřhra
- Marcus Daniell /  Artem Sitak vs.  Dominic Inglot /  Florin Mergea, 3–6, 6–4, [16–14]